# مارکار آقاجانیان
مارکار آقاجانیان (به ارمنی: մարքար Աղաճանեան) (زاده ۱۳ اسفند ۱۳۴۳) بازیکن سابق و مربی فوتبال ارمنی‌تبار اهل ایران است.

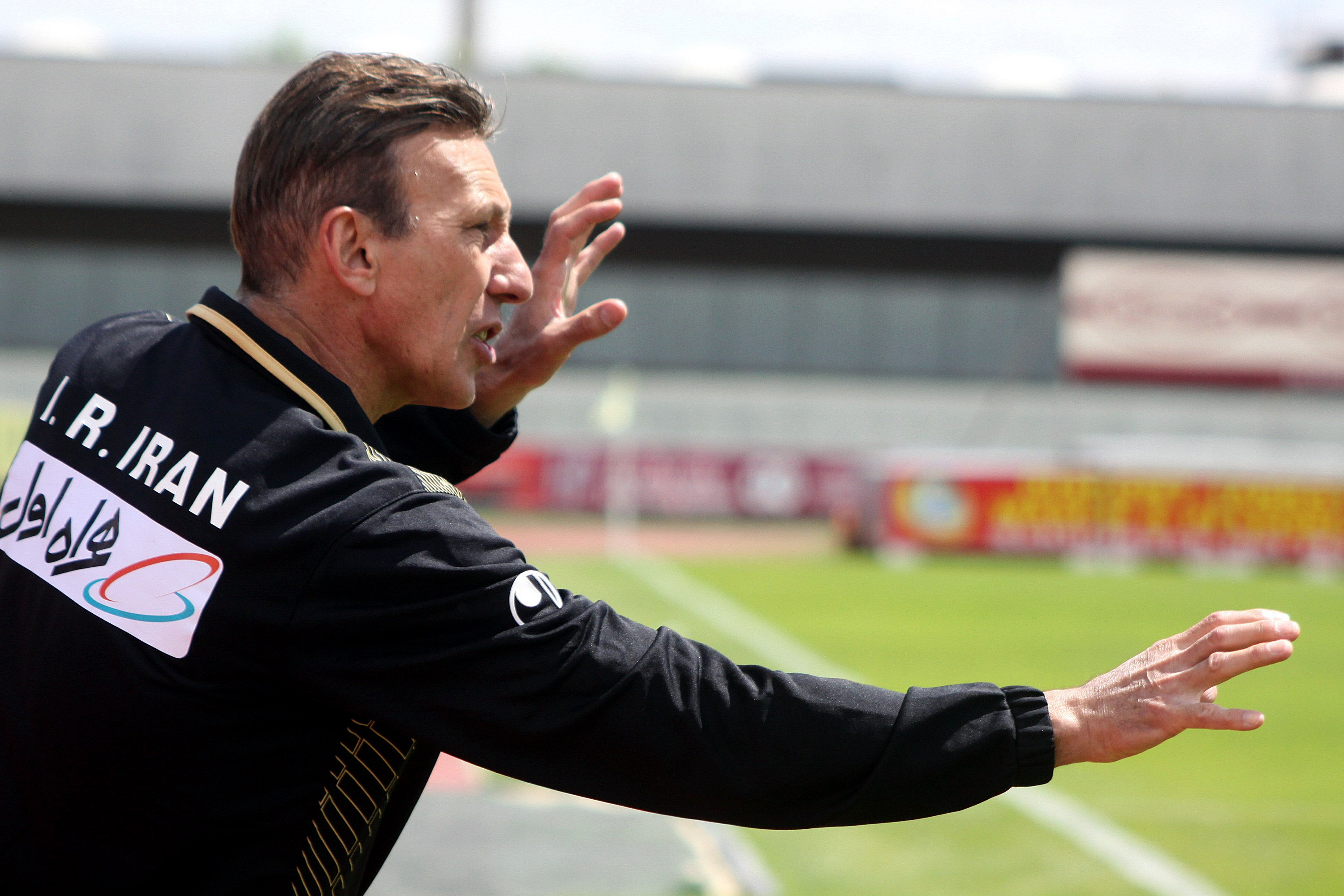
ماکار آقاجانیان، کمک مربی تیم ملی فوتبال ایران

## دوران بازی
او فوتبالش را از جوانان آرارات آغاز کرد و سپس برای مدت کوتاهی به تیم استقلال پیوست اما تنها پس از انجام ۲ بازی برای این تیم دوباره به تیم آرارات بازگشت و سال‌ها در پست مدافع در تیم‌هایی چون آرارات، بانک تجارت، بهمن کرج، پاس تهران و شهاب زنجان بازی می‌کرد. وی به همراه تیم پاس قهرمان اولین دوره لیگ آزادگان در سال ۱۳۷۰ و قهرمان جام باشگاه‌های آسیا ۹۳–۱۹۹۲ شد.

## دوران مربی‌گری
وی به عنوان مربی در کادر فنی تیم ملی فوتبال ایران حضور داشته است. در جام ملت‌های آسیا ۲۰۰۷ که سرمربی‌گری تیم بر عهده امیر قلعه‌نویی بود او آنالیزور تیم بود و در بازی‌های غرب آسیا دستیار پرویز مظلومی در تیم ملی ب بود. وی در سال ۲۰۱۴ در جام جهانی برزیل و نیز ۲۰۱۸ روسیه دستیار کیروش بود.
آقاجانیان در جام جهانی ۲۰۲۲ نیز مربی تیم ملی و دستیار کیروش بود.

## کاپیتان تیم ملی فوتبال ایران
مارکار آقاجانیان در سال ۱۳۷۵ خورشیدی در تقابل بین تیم ملی فوتبال ایران و تیم ملی فوتبال ترکمنستان برگی از تاریخ فوتبال ایران را به نام خود ثبت کرد. اواسط نیمهٔ دوم و با خروج امیر قلعه‌نویی که تا آن لحظه کاپیتان ایران بود بازوبند را به مارکار آقاجانیان سپرد تا وی به عنوان اولین بازیکن مسیحی ایرانی مفتخر به بستن بازوبند کاپیتانی تیم ملی فوتبال ایران شود. ۱۹ سال بعد از این تاریخ یعنی در سال ۱۳۹۴ خورشیدی آندرانیک تیموریان هم موفق به کسب این افتخار شد.

## افتخارات

### به عنوان بازیکن
باشگاه فوتبال پاس تهران
بین‌المللی
- قهرمان جام باشگاه‌های آسیا ۹۳–۱۹۹۲
- مدال نقره جام باشگاهی آفریقا–آسیا ۱۹۹۳
- قهرمان جام میلز هندوستان ۱۹۹۱

داخلی
- قهرمان لیگ فوتبال ایران (۲ بار) ۱۳۷۰، ۱۳۷۱
- قهرمان جام حذفی تهران ۱۳۷۰

باشگاه فوتبال بانک تجارت
- قهرمان جام باشگاه‌های تهران ۱۳۷۲

به عنوان مربی
قهرمان فوتبال غرب آسیا ۲۰۰۷
افتخارات فردی
بستن بازوبند کاپیتانی تیم ملی فوتبال ایران